# Michael Tarnat
Michael „Tanne“ Tarnat (* 27. Oktober 1969 in Hilden) ist ein ehemaliger deutscher Fußballspieler.

## Karriere

### Als Vereinsspieler
Tarnat begann 1979 in seiner Geburtsstadt Hilden, in der Fußballabteilung des ortsansässigen SV Hilden-Nord, mit dem Fußballspielen. Zur Saison 1990/91 wurde er 19-jährig vom Zweitligisten MSV Duisburg verpflichtet, für den er in seiner ersten Profi-Saison 33 von 38 Ligaspielen bestritt und vier Tore erzielte. Sein Debüt am 7. August 1990 (2. Spieltag), beim 2:0-Sieg im Auswärtsspiel gegen den VfL Osnabrück, krönte er sogleich mit seinem ersten Tor, dem Treffer zum Endstand in der 84. Minute – sieben Minuten nach der Einwechslung für Dirk Bremser. In vier Spielzeiten stieg er mit dem Verein zweimal in die Bundesliga auf und zweimal ab. Sein Bundesligadebüt gab er am 2. August 1991 (1. Spieltag) beim 1:0-Sieg im Heimspiel gegen den VfB Stuttgart; sein erstes Bundesligator erzielte er am 27. August 1993 beim 1:1-Unentschieden im Auswärtsspiel gegen den VfB Leipzig mit dem Treffer zum zwischenzeitlichen 1:0 in der 26. Minute. Zur Saison 1994/95 wechselte er zum Karlsruher SC, für den er in drei Spielzeiten 81 Bundesligaspiele bestritt und sieben Tore erzielte. Zur Saison 1997/98 wurde er vom Ligakonkurrenten FC Bayern München verpflichtet. In sechs Spielzeiten gewann er mit dem FC Bayern 13 Titel. In dieser Zeit bestritt er 1999 auch zwei äußerst denkwürdige Spiele für den FC Bayern München.
Am 26. Mai gehörte er zu jener Mannschaft, die das Champions-League-Finale gegen Manchester United noch in der Nachspielzeit mit 1:2 verlor und am 18. September zu jener Mannschaft, für die er den 2:1-Auswärtssieg gegen Eintracht Frankfurt mit einer beachtenswerten Parade in der Schlussphase festhielt. Ab der 62. Minute hütete er das Tor für den verletzten Torhüter Bernd Dreher, der zuvor den durch den eigenen Verteidiger Samuel Kuffour verletzten Stammtorhüter Oliver Kahn ersetzt hatte.
Seinen größten Erfolg feierte Michael Tarnat im Mai 2001, als er mit dem FC Bayern den Champions-League-Titel gewinnen konnte. Im Endspiel wurde er allerdings nicht eingesetzt.
Zur Saison 2003/04 wechselte er zum englischen Erstligisten Manchester City, den er nach 32 von 38 Ligaspielen wieder verließ, um zum Bundesligisten Hannover 96 zu wechseln. Obwohl Tarnat ursprünglich seine Karriere nach der Saison 2006/07 beenden wollte, verlängerte er in der Winterpause der Saison seinen auslaufenden Vertrag zunächst um ein Jahr und im Dezember 2007 nochmals bis zum Ende der Saison 2008/09. Nachdem ihm nur wenige Stunden vor dem letzten Heimspiel der Saison am 16. Mai 2009 gegen den VfL Wolfsburg mitgeteilt wurde, dass der Verein seinen auslaufenden Vertrag nicht zu erneuern plane, verweigerte Tarnat nach seiner frühzeitigen Auswechslung in der 58. Minute den Handschlag mit seinem Trainer Dieter Hecking, dessen Verhalten Tarnat als unwürdig und respektlos bezeichnete. Eine weitere Zusammenarbeit mit Hannover 96 lehnte Tarnat infolge dieser Vorgänge in einem Gespräch mit dem Vereinspräsidenten Martin Kind ab. Stattdessen beendete er seine aktive Spielerkarriere zum Ende der Saison und ging zurück nach München.

### Als Nationalspieler
Für die A-Nationalmannschaft absolvierte er zwischen 1996 und 1998 19 Länderspiele. Am 9. Oktober 1996 debütierte er in Jerewan in einem WM-Qualifikationsspiel beim 5:1-Sieg gegen die Auswahl Armeniens, als er in der 75. Minute für Thomas Häßler eingewechselt wurde.
1998 nahm er mit der A-Nationalmannschaft an der Weltmeisterschaft 1998 in Frankreich teil und bestritt vier Turnierspiele. Im zweiten Gruppenspiel am 21. Juni 1998 in Lens, beim 2:2-Unentschieden gegen die Auswahlmannschaft Jugoslawiens, führte sein Distanzschuss, von Mihajlović zum Eigentor abgefälscht, zum 1:2-Anschlusstreffer. Sein letztes Länderspiel absolvierte er am 14. Oktober 1998 in Chișinău beim 3:1-Sieg im EM-Qualifikationsspiel gegen die Auswahl Moldawiens.

### Als Funktionär
Mit seiner Rückkehr zum FC Bayern München wurde Tarnat ab August 2009 Jugendscout. Ab Juli 2010 fungierte er als sportlicher Leiter der Nachwuchsabteilung des Vereins. Zur Saison 2015/16 wurde Heiko Vogel sportlicher Leiter der Nachwuchsabteilung; Tarnat war zunächst weiterhin für die Mannschaften ab der U16 abwärts verantwortlich, schied jedoch im Januar 2016 aus.
Im Sommer 2017 kehrte Tarnat zu Hannover 96 zurück und übernahm dort die Leitung der „96-Akademie“, des Nachwuchszentrums der Niedersachsen, das er bis Ende Juni 2022 leitete.

## Persönliches
Sein Sohn Niklas ist ebenfalls Fußballspieler. Der defensive Mittelfeldspieler wurde bei Hannover 96 und beim FC Bayern München ausgebildet und kam in der 2. Bundesliga und 3. Liga zu Einsätzen.

## Erfolge
- Weltpokal-Sieger 2001
- Champions-League-Sieger 2001
- Deutscher Meister 1999, 2000, 2001, 2003
- DFB-Pokal-Sieger 1998, 2000, 2003
- Ligapokal-Sieger 1997, 1998, 1999, 2000
- Teilnahme an der Weltmeisterschaft 1998

## Auszeichnungen
- Torschütze des Monats Oktober 2002[12]